# Svein Arne Hansen
Svein Arne Hansen (* 6. Mai 1946; † 20. Juni 2020 in Oslo) war ein norwegischer Sportfunktionär.

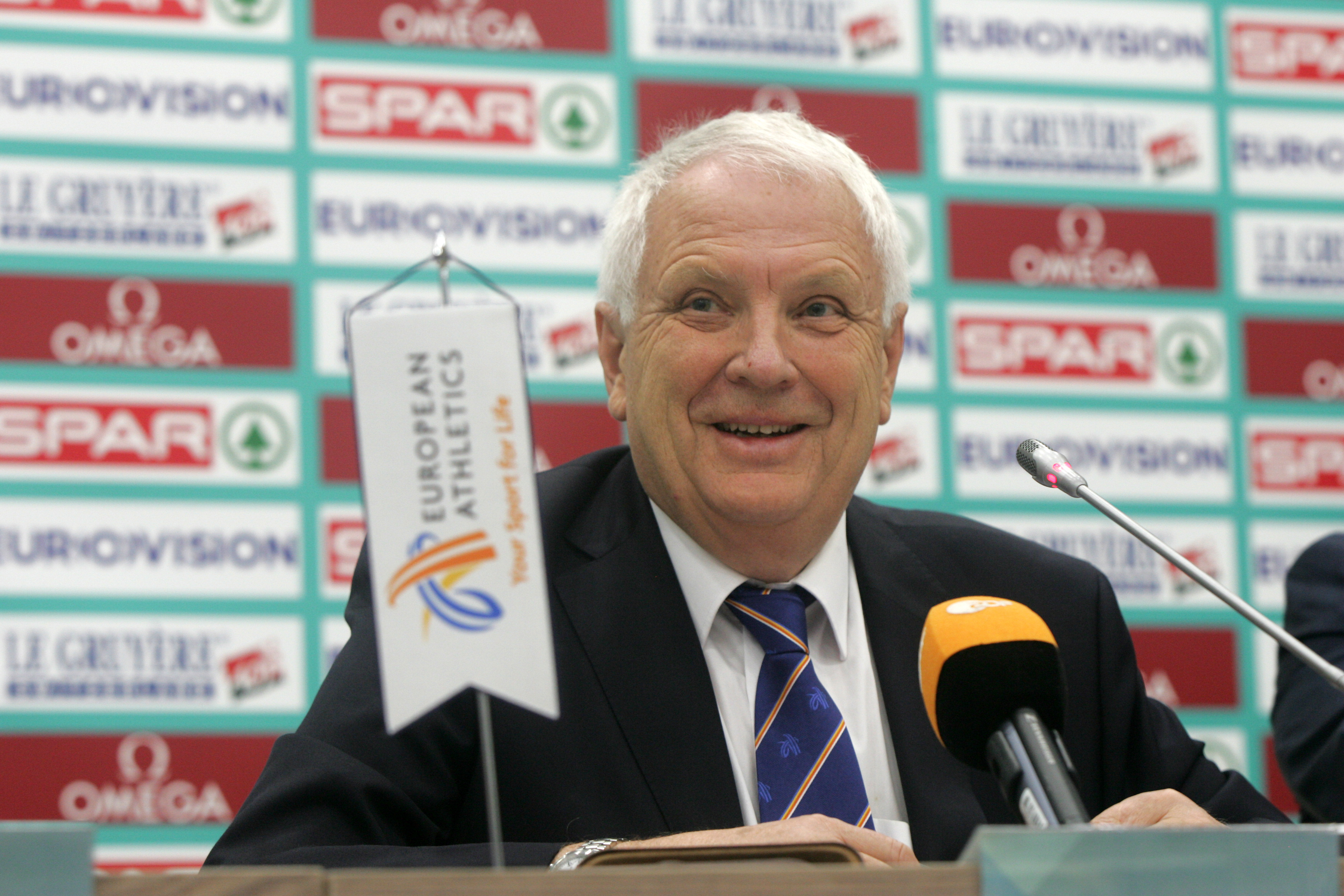
Svein Arne Hansen

Hansen, von Beruf Briefmarkenhändler, war seit 1968 in verschiedenen Ämtern als Leichtathletikfunktionär tätig. Unter anderem war er von 1985 bis 2009 Direktor der Bislett Games in Oslo. Seit 2003 war er Präsident des Norwegischen Leichtathletik-Verbandes. Im April 2015 wurde er zum Präsidenten des Europäischen Leichtathletik-Verbandes EAA gewählt und trat die Nachfolge des Schweizers Hansjörg Wirz an.
Er starb am 20. Juni 2020, nachdem er einen Schlaganfall erlitten hatte.